# Atle Karlsen
Atle Karlsen, né le 27 août 1960, est un musicien et claviériste norvégien. Il est clavériste du groupe des DumDum Boys de 1989 à 2007. Il a écrit, avec le guitariste Kjartan Kristiansen, la musique du film Døden på Oslo S.